# Under Two Jags
Under Two Jags é um filme de comédia mudo produzido nos Estados Unidos e lançado em 1923.